# Bert (Allier)
Pour les articles homonymes, voir Bert.
Bert est une commune française, située dans le département de l'Allier en région Auvergne-Rhône-Alpes.

## Géographie
| - OpenStreetMap Limite communale |

Bert est située à l'est du département de l'Allier.

### Communes limitrophes
Le territoire de la commune de Bert est limitrophe de six autres communes :
| Sorbier            | Montcombroux-les-Mines | Le Donjon |
| Varennes-sur-Tèche | Bert                   |           |
|                    | Barrais-Bussolles      | Loddes    |

### Climat
Pour des articles plus généraux, voir Climat d'Auvergne-Rhône-Alpes et Climat de l'Allier.
En 2010, le climat de la commune est de type climat océanique dégradé des plaines du Centre et du Nord, selon une étude du Centre national de la recherche scientifique s'appuyant sur une série de données couvrant la période 1971-2000. En 2020, Météo-France publie une typologie des climats de la France métropolitaine dans laquelle la commune est exposée à un climat océanique altéré et est dans la région climatique Centre et contreforts nord du Massif central, caractérisée par un air sec en été et un bon ensoleillement.
Pour la période 1971-2000, la température annuelle moyenne est de 11 °C, avec une amplitude thermique annuelle de 16,5 °C. Le cumul annuel moyen de précipitations est de 884 mm, avec 11,5 jours de précipitations en janvier et 8,2 jours en juillet. Pour la période 1991-2020, la température moyenne annuelle observée sur la station météorologique de Météo-France la plus proche, sur la commune de Saint-Léon à 9 km à vol d'oiseau, est de 11,7 °C et le cumul annuel moyen de précipitations est de 857,2 mm,. Pour l'avenir, les paramètres climatiques de la commune estimés pour 2050 selon différents scénarios d'émission de gaz à effet de serre sont consultables sur un site dédié publié par Météo-France en novembre 2022.

## Urbanisme

### Typologie
Au 1er janvier 2024, Bert est catégorisée commune rurale à habitat très dispersé, selon la nouvelle grille communale de densité à 7 niveaux définie par l'Insee en 2022.
Elle est située hors unité urbaine et hors attraction des villes,.

### Occupation des sols

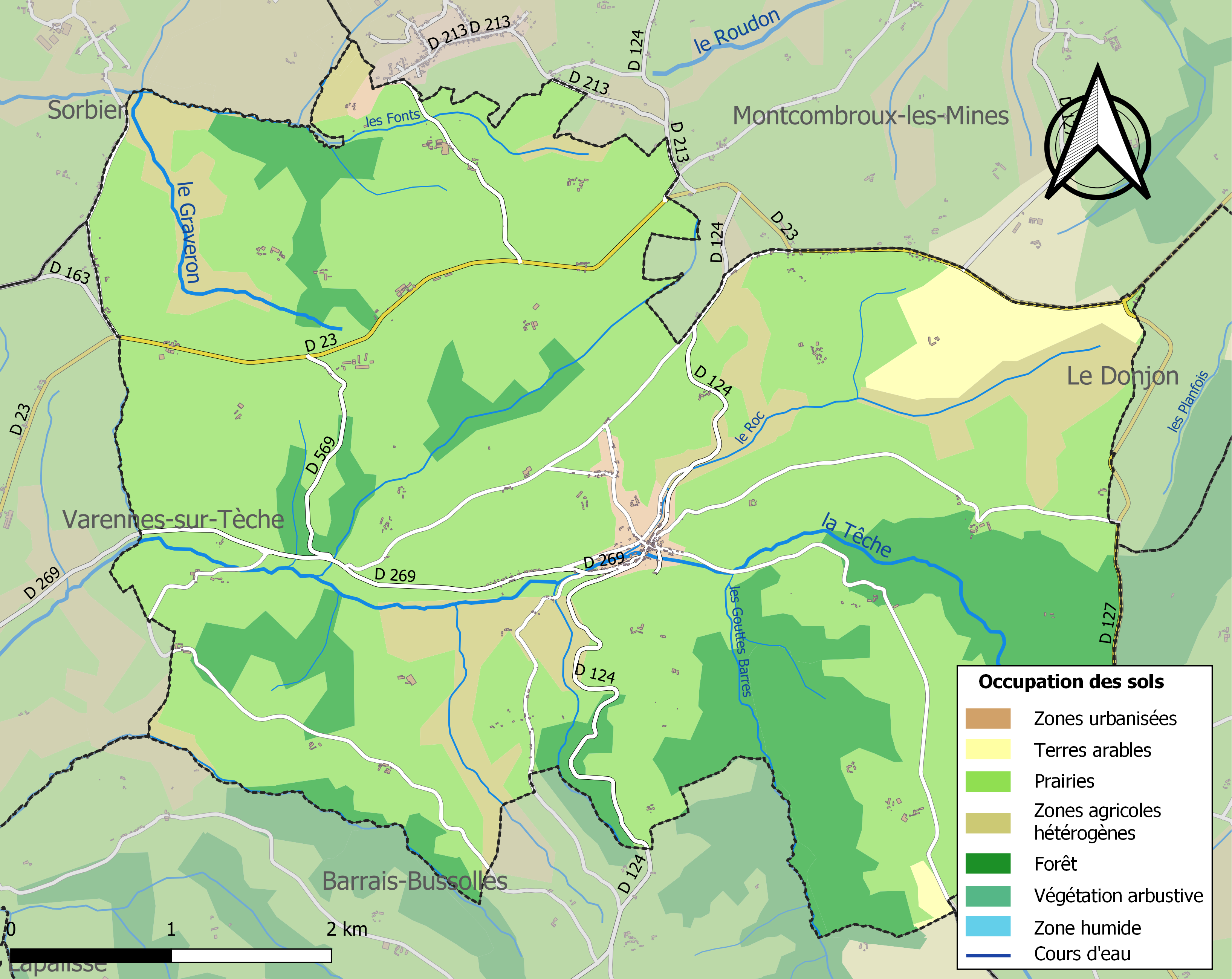
Carte des infrastructures et de l'occupation des sols de la commune en 2018 (CLC).

L'occupation des sols de la commune, telle qu'elle ressort de la base de données européenne d’occupation biophysique des sols Corine Land Cover (CLC), est marquée par l'importance des territoires agricoles (79,1 % en 2018), en diminution par rapport à 1990 (80,2 %). La répartition détaillée en 2018 est la suivante : 
prairies (66,3 %), forêts (19,7 %), zones agricoles hétérogènes (9,9 %), terres arables (2,9 %), zones urbanisées (1,2 %).
L'IGN met par ailleurs à disposition un outil en ligne permettant de comparer l’évolution dans le temps de l’occupation des sols de la commune (ou de territoires à des échelles différentes). Plusieurs époques sont accessibles sous forme de cartes ou photos aériennes : la carte de Cassini (XVIIIe siècle), la carte d'état-major (1820-1866) et la période actuelle (1950 à aujourd'hui).

### Voies de communication et transports
Le territoire communal est traversé par les routes départementales 23, 124, 269 et 569.

## Histoire

### Mines de Bert
Vers 1780, furent découverts aux Freschiers, sur la paroisse de Bert un premier gisement de schiste houiller mais l'exploitation du gisement ne commença véritablement qu'en 1820 avec la création des puits de l'Aubepin, des Comtois et des Mandins. Une première compagnie minière, la compagnie des mines de Bert fut fondé en 1832 par messieurs Bouquet, Crouzier et Méplain. En 1834, une seconde compagnie, Rossigneux-Meilheurat, obtint une concession sur ce gisement sur la commune voisine de Montcombroux (aujourd'hui Montcombroux-les-Mines).
La première voie ferrée du département, longue de 25 kilomètres, fut ouverte en 1843-1844, pour relier le puits des Comtois au port fluvial de Dompierre-sur-Besbre.
Exploitée à partir de 1902 par la compagnie des mines de houilles de Bert et de Montcombroux, le gisement connut son maximum d'exploitation pendant la Première Guerre mondiale, en 1917 et 1918, avec 62 000 tonnes.
Mais après guerre, l'exploitation du gisement allait devenir non compétitive et les mines furent fermées en 1934. Elle rouvrirent en 1942 sous le régime de Vichy mais la production cessa définitivement en 1951. Un projet de construction d'une centrale électrique thermique pour maintenir la mine ouverte n'aboutit pas.

## Politique et administration

### Découpage territorial
La commune de Bert est membre de la communauté de communes du Pays de Lapalisse, un établissement public de coopération intercommunale (EPCI) à fiscalité propre créé le 20 décembre 1997 dont le siège est à Lapalisse. Ce dernier est par ailleurs membre d'autres groupements intercommunaux.
Sur le plan administratif, elle est rattachée à l'arrondissement de Vichy, au département de l'Allier et à la région Auvergne-Rhône-Alpes. Jusqu'en mars 2015, la commune était rattachée au canton de Jaligny-sur-Besbre.
Sur le plan électoral, elle dépend du canton de Moulins-2 pour l'élection des conseillers départementaux, depuis le redécoupage cantonal de 2014 entré en vigueur en 2015, et de la troisième circonscription de l'Allier  pour les élections législatives, depuis le dernier découpage électoral de 2010.

### Administration municipale
| Période                                  | Période                     | Identité          | Étiquette | Qualité                                                                             |
| ---------------------------------------- | --------------------------- | ----------------- | --------- | ----------------------------------------------------------------------------------- |
| Les données manquantes sont à compléter. |                             |                   |           |                                                                                     |
| 1945                                     | 1989                        | Pierre Gonard     | SFIO-PS   | Conseiller général du canton de Jaligny-sur-Besbre (1949-1989) Sénateur de l'Allier |
|                                          |                             |                   |           |                                                                                     |
| mars 2001                                | mars 2008                   | Danièle Baudot    | DVG       |                                                                                     |
| mars 2008                                | mai 2020                    | Jacques Caillault |           | Retraité                                                                            |
| mai 2020                                 | En cours (au 23 avril 2021) | Michel Vivier     |           | Retraité notaire                                                                    |

## Population et société

### Démographie
Les habitants de la commune sont appelés les Bertois,,.
L'évolution du nombre d'habitants est connue à travers les recensements de la population effectués dans la commune depuis 1793. Pour les communes de moins de 10 000 habitants, une enquête de recensement portant sur toute la population est réalisée tous les cinq ans, les populations de référence des années intermédiaires étant quant à elles estimées par interpolation ou extrapolation. Pour la commune, le premier recensement exhaustif entrant dans le cadre du nouveau dispositif a été réalisé en 2007.

En 2022, la commune comptait 261 habitants, en évolution de +5,67 % par rapport à 2016 (Allier : −1,38 %, France hors Mayotte : +2,11 %).
| 1793 | 1800 | 1806 | 1821 | 1831 | 1836 | 1841 | 1846 | 1851 |
| ---- | ---- | ---- | ---- | ---- | ---- | ---- | ---- | ---- |
| 697  | 513  | 652  | 680  | 767  | 824  | 890  | 950  | 916  |

| 1856 | 1861 | 1866 | 1872 | 1876  | 1881  | 1886  | 1891  | 1896  |
| ---- | ---- | ---- | ---- | ----- | ----- | ----- | ----- | ----- |
| 894  | 944  | 980  | 997  | 1 079 | 1 089 | 1 096 | 1 106 | 1 093 |

| 1901  | 1906  | 1911  | 1921 | 1926 | 1931 | 1936 | 1946 | 1954 |
| ----- | ----- | ----- | ---- | ---- | ---- | ---- | ---- | ---- |
| 1 065 | 1 037 | 1 021 | 878  | 771  | 759  | 676  | 706  | 625  |

| 1962 | 1968 | 1975 | 1982 | 1990 | 1999 | 2006 | 2007 | 2012 |
| ---- | ---- | ---- | ---- | ---- | ---- | ---- | ---- | ---- |
| 547  | 514  | 415  | 410  | 315  | 273  | 270  | 269  | 255  |

| 2017 | 2022 | - | - | - | - | - | - | - |
| ---- | ---- | - | - | - | - | - | - | - |
| 243  | 261  | - | - | - | - | - | - | - |

### Enseignement
Bert dépend de l'académie de Clermont-Ferrand.
Hors dérogations à la carte scolaire, les collégiens sont scolarisés au Donjon et les lycéens à Cusset, au lycée Albert-Londres.

## Culture locale et patrimoine

### Lieux et monuments
- Église romane Saint-Laurent, des XIe et XIIe siècles, inscrite aux Monuments historiques depuis 1926.
- Ancienne mine de Bert.

### Personnalités liées à la commune
- Pierre Gonard (1909-1989), maire de Bert, conseiller général du canton de Jaligny-sur-Besbre et sénateur de l'Allier.

### Héraldique
|  | Les armes de la commune se blasonnent ainsi : D'azur au barbeau d'argent accosté de six étoiles d'or rangées en pal 3 et 3. |